# الشرطة الأمنية الألمانية
الشرطة الأمنية الألمانية Sicherheitsdienst (تُلفظ بالألمانية: [ˈzɪçɐhaɪtsˌdiːnst]، خدمة الأمن)، الأسم الكامل Sicherheitsdienst des Reichsführers-SS (جهاز أمن الرايخ إس إس)، أو SD، كانت وكالة استخبارات تابعة لشوتزشتافل والحزب النازي في ألمانيا النازية. أنشئت في عام 1931، وكانت أول منظمة استخبارات نازية تم تأسيسها واعتبرت منظمة شقيقة مع الغيستابو (تشكلت في عام 1933) من خلال دمج أعضاء الشوتزشتافل والإجراءات التشغيلية. بين عامي 1933 و1939، كان الشرطة الأمنية يدار كمكتب مستقل لشوتزشتافل، وبعد ذلك تم نقله إلى سلطة مكتب الأمن الرئيسي للرايخ، باعتبارها واحدة من الإدارات السبعة / المكاتب.  كان مديرها الأول رينهارد هايدريش الذي هدف إلى تحقيق التنمية المستدامة لجلب كل فرد في متناول الرايخ الثالث تحت «الإشراف المستمر». 
بعد هزيمة ألمانيا في الحرب العالمية الثانية، أعتبرت المحكمة في محاكمات نورمبرغ أن الشرطة الأمنية والبوليس السري منظمات إجرامية.  أدين إرنست كالتنبرونر بارتكاب جرائم حرب وجرائم ضد الإنسانية في محاكمات نورمبرغ وحُكم عليه بالإعدام وشنق عام 1946. 

## التاريخ

### التأسيس
تم إنشاء الشرطة الأمنية، وهي واحدة من أقدم المؤسسات الأمنية في الشوتزشتافل، لأول مرة في عام 1931 باسم Ic-Dienst (جهاز الاستخبارات ) الذي يعمل من شقة واحدة ويقدم تقاريره مباشرة إلى هاينريش هيملر. قام هيملر بتعيين ضابط سابق في البحرية وهو راينهارد هايدريش لتنظيم الوكالة الصغيرة.  تم تغيير اسم المكتب إلى Sicherheitsdienst (SD) في صيف عام 1932.  أصبح الأس دي أكثر قوة بعد سيطرة الحزب النازي على ألمانيا في عام 1933 وبدأت قوات الأمن الخاصة في التسلل إلى جميع المناصب القيادية للجهاز الأمني للرايخ. حتى قبل أن يصبح هتلر مستشارًا في يناير عام 1933، كان الأس دي «هيئة رقابة» حقيقية على قوات الأمن الخاصة وعلى أعضاء الحزب النازي ولعبت دورًا مهمًا في توحيد سلطات الشرطة السياسية في أيدي هيملر وهيدريش. 

### نمو سلطة الأس دي والشوتزشتافل

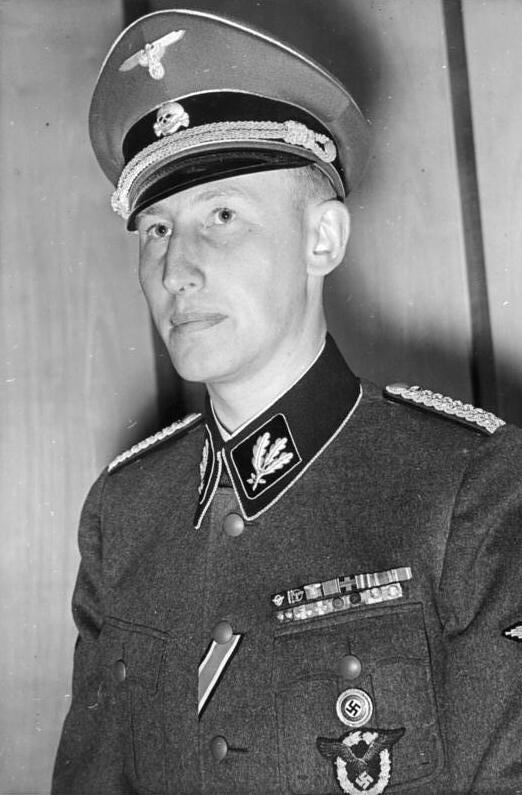
راينهارد هايدريش في عام 1940

بمجرد تعيين هتلر مستشارًا من قبل الرئيس الألماني بول فون هيندينبيرغ، سرعان ما بذل جهودًا للتلاعب بالرئيس المسن. في 28 فبراير 1933 أقنع هتلر هيندنبرج بإعلان حالة الطوارئ التي علقت جميع الحريات المدنية في جميع أنحاء ألمانيا، ويرجع ذلك جزئيًا على الأقل إلى حريق الرايخستاج في الليلة السابقة. أكد هتلر لهيندنبورغ أنه يحاول تحقيق الاستقرار في المشهد السياسي المضطرب في ألمانيا من خلال اتخاذ «إجراء دفاعي ضد أعمال العنف التي قام بها الشيوعيين والتي تهدد الدولة».  بدأ هيملر وSD في إنشاء فهرس شامل للخصوم السياسيين للنظام النازي، واعتقال الاشتراكيين والزعماء اليهود والصحفيين وإرسالهم إلى السجن المنشأ حديثا بالقرب من ميونخ تحديدا في داخاو.  رسخت عمليات الشوتزشتافل والأس دي وجود هيملر من خلال المساعدة في تخليص النظام من أعدائه السياسيين المعروفين وأعدائه المتوقعيين. فيما يتعلق بهيدريش وهيملر، ترك للأس دي مهمه غامضة إلى حد ما بحيث «يبقى أداة لجميع الاحتمالات».  سوف ينشأ أحد هذه الاحتمالات قريبًا.
تنافست قوات الأمن الخاصة (الأس أس) مع كتيبة العاصفة (الأس إيه) لبعض الوقت من أجل التأثير داخل ألمانيا. لم يثق هيملر بكتيبة العاصفة، واستنكر بنيتها «المثيرة للرعب» (على الرغم من أنه كان يوما ما عضوًا فيها). 
في 20 أبريل 1934، تعرض هيرمان جورينج لضغوط من قبل هينريك هيملر لضم الغيستابو تحت لواء الأخير مما قوّى من شوكة هيملر لأبعد الحدود. عين هيملر هايدريش في 22 أبريل 1934 رئيساً للغيستابو وقرروا تنمية قوة الشوتزشتافل على حساب كتيبة العاصفة التي كان يقودها ارنست روم والذي تم التخلص منه في ليلة السكاكين الطويلة مع أنصاره بعد أن استطاع الثلاثة غورينغ، هملير وهايدريش تأليب هتلر عليه.
وتحت ضغط من الرايخويهر (القوات المسلحة الألمانية) قيادة (الذي ينظر إلى القوات المسلحة الهائلة لكتيبة العاصفة كتهديد وجودي وبالتواطؤ مع جورينج، جوزيف غوبلز، الغيستابو والأس دي، قاد هتلر إلى الاعتقاد بأن روم والأس إيه يشكلان تهديدا خطيرا لتآمر تتطلب حل جذري وفوري.  من جانبها، قدمت الأس دي معلومات وهمية عن وجود مؤامرة للاغتيال تشكل خطر على حياة هتلر وأن الانقلاب على الأس إيه لتولي السلطة كان وشيكًا لأن الأس إيه كانت تجمع الأسلحة.  بالإضافة إلى ذلك، كانت التقارير تأتي إلى الأس دي والغيستابو بأن الابتذال في سلوك الأس إيه كان يضر بالحزب وكان يجعل معاداة السامية أقل قبولا.  في 30 يونيو 1934 نفذت قوات الأمن الخاصة والغيستابو عمليات اعتقال جماعي منسقة استمرت لمدة يومين. اتخذت قوات الأمن الخاصة واحدة من أكثر الخطوات الحاسمة في القضاء على التنافس على قيادة الأمن داخل ألمانيا وتوطدت نفسها بقوة في التسلسل الهرمي النازي، مما جعل جهاز الأمن والأجهزة الاستخباراتية، الأس دي، مسؤولة فقط أمام الفوهرر. أصبح التطهير معروفًا باسم ليلة السكاكين الطويلة، حيث قتل ما يصل إلى 200 شخص في العملية.  علاوة على ذلك، فإن السحق الوحشي لقوات كتيبة العاصفة وقيادتها بعث برسالة واضحة إلى الجميع مفادها أن معارضة نظام هتلر قد تكون قاتلة.  لقد زرعت الخوف عبر القيادة النازية فيما يتعلق بالاهتمام الملموس بمدى نفوذ وسلطات جمع المعلومات لدى هيملر. 

### الاس دي والنمسا
خلال خريف عام 1937، حصل هتلر على دعم موسوليني لضم النمسا (كان موسوليني في الأصل خائفًا من الاستيلاء النازي على النمسا) وأبلغ جنرالاته بنواياه لغزو النمسا وتشيكوسلوفاكيا.  أعتبر الحصول على موافقة موسوليني على المؤامرات السياسية ضد النمسا إنجازًا كبيرًا، حيث أبدى الدوتشي الإيطالي قلقًا كبيرًا في السابق في أعقاب محاولة وحدة من قوات الأمن الخاصة النمساوية لشن انقلاب بعد أكثر من ثلاثة أسابيع من قضية روم، وهي الحلقة التي أحرجت قوات الأمن الخاصة، وأغضبت هتلر وانتهت باغتيال المستشار النمساوي إنجلبرت دولفوس في 25 يوليو 1934.  ومع ذلك، لتسهيل دمج النمسا في الرايخ الأكبر، ذهبت الاس دي والبوليس السري للعمل على اعتقال الناس على الفور، باستخدام القوائم التي جمعها هايدريش.  تلقت قوات الاس دي التابعة لهيدريش وأعضاء القوات الخاصة النمساوية التمويل من برلين لمضايقة حكومة المستشارة النمساوية فون شوشنيغ طوال عام 1937. 
طوال الأحداث التي أدت إلى أنشلوس وحتى بعد أن سار النازيون في النمسا في 12 مارس 1938 أصبح هايدريش - مقتنعًا بأن الأس دي الخاص به فقط هو الذي يمكن أن ينهي اتحادًا سلميًا بين الدولتين الناطقتين بالألمانية - بمظاهرات منظمة، وأجرى عمليات سرية، وأمر بهجمات إرهابية، وزعت مواد الدعاية، شجعت على تخويف المعارضين، وكان ضباطه من الأس أس والأس دي يتابعوون وي راقبون المناهضون للنازيين، ومعظمهم انتهى بهم المطاف في معسكر اعتقال ماوتهاوزن  قادت الجهود المنسقة من الأس دي وسيبو هايدريش خلال الأيام الأولى من أنشلوس لتخلص فعلياً من جميع أشكال المقاومة السياسية والعسكرية والاقتصادية المحتملة داخل النمسا.  بمجرد أن أصبح الضم رسميًا، أصبحت الشرطة النمساوية تابعة فورًا لـ الأس دي والأس أس والغيستابو.  ساعدت مكائد الأس دي والأس أس والغيستابو في إدخال النمسا بالكامل في قبضة هتلر وفي 13 مارس 1938، وقع الاتحاد مع النمسا ليصبح قانونًا. 

### «القضية الخضراء» والسوديت
بالتزامن مع مكائدها ضد النمسا، أصبحت الأس دي تشارك أيضًا في أنشطة تخريبية في جميع أنحاء تشيكوسلوفاكيا. ركز هتلر على أس دي هايدريش، حيث ركز على "سودتنلاند" بسكانها البالغ عددهم 3 ملايين من الألمان، والتي لم تستطع الحكومة التشيكية علاجها، في ما أصبح يعرف باسم "القضية الخضراء".  تم تصوير القضية الخضراء كمهمة لتحرير ألمان السويدت من الاضطهاد التشيكي المزعوم، وكانت في الواقع خطة طارئة لغزو وتدمير البلاد بشكل مباشر، حيث كان هتلر يعتزم "مسح تشيكوسلوفاكيا من على الخريطة". 
كانت هذه العملية مماثلة لجهود الأس دي السابقة في النمسا؛ ومع ذلك، على عكس النمسا، قدم التشيك التشيكيين الخدمة السرية الخاصة بهم، والتي كان على هايدريش أن يتصدى لها.  بمجرد أن بدأت «القضية الخضراء»، بدأ جواسيس الأس دي بجمع المعلومات السرية، حتى أنهم جعلو عملاء الأس دي يستخدمون أزواجهم وأطفالهم في مخطط التغطية. غطت العملية كل نوع ممكن من بيانات الاستخبارات، باستخدام عدد لا يحصى من الكاميرات ومعدات التصوير الفوتوغرافي، مع تركيز الجهود على المواقع الاستراتيجية الهامة مثل المباني الحكومية ومراكز الشرطة والخدمات البريدية والمرافق العامة والطرق اللوجستية، وقبل كل شيء المطارات. 
وضع هتلر خطة متطورة للحصول على السويدت، بما في ذلك التلاعب بالقوميين السلوفاكيين للتنافس من أجل الاستقلال وقمع هذه الحركة من قبل الحكومة التشيكية. تحت توجيهات من هايدرش، أعيد تنشيط الأس دي ألفريد نوجوكس للانخراط في أنشطة التخريب المصممة للتحريض على استجابة من السلوفاك والتشيك، وهي المهمة التي فشلت في النهاية.  في يونيو 1938، أشار توجيه من المكتب الرئيسي للأس دي إلى أن هتلر أصدر أمرًا في يوتربوغ لجنرالاته للإعداد لغزو تشيكوسلوفاكيا.  للإسراع في الاستجابة الثقيلة المفترضة من الفرنسيين والبريطانيين والتشيكيين، زاد هتلر من المخاطر وادعى أن التشيك كانوا يذبحون ألمان السويدت. وطالب بالضم غير المشروط والسريع لسودنلاند إلى ألمانيا من أجل ضمان سلامة الألمان العرقيين المهددين بالانقراض.  في هذا الوقت تقريبًا، ظهرت مؤامرات مبكرة من قبل أعضاء مختارين من هيئة الأركان العامة الألمانية، وهي خطط شملت تخليص أنفسهم من هتلر. 
في نهاية المطاف، نشبت مواجهة دبلوماسية بين هتلر ضد حكومات تشيكوسلوفاكيا وبريطانيا العظمى وفرنسا، والتي أدى رد فعلها الفاتر إلى أنشلوس النمساوية إلى حدوث هذه الأزمة إلى حد ما. انتهت أزمة السويدت عندما وقع نيفيل تشامبرلين وهتلر اتفاقية ميونيخ في 29 سبتمبر 1938، حيث تنازلا عن السويدت فعليا إلى ألمانيا النازية.  بالتأكيد لم ينته تورط الأس دي في الشؤون الدولية هناك وظلت الوكالة نشطة في العمليات الخارجية لدرجة أن رئيس مكتب وزارة خارجية الرايخ، يواكيم فون ريبنتروب، اشتكى من تدخلهم، لأنه كان من الواضح ان هتلر اتخذ القرارات على أساس تقارير الأس دي دون استشارته.  وفقًا للمؤرخ ريتشارد بريتمان، كان هناك عداء بين قيادة قوات الأمن الخاصة ووزارة الخارجية في ريبنتروب فوق «نزاعاتهم القضائية».  

### دسيسة ضد بولندا
بصرف النظر عن مشاركتها في تقليص قوة قوات الأس إيه ومخططها لقتل إرنست روم، شاركت الأس دي في المؤامرات الدولية، أولاً عن طريق الأنشطة في النمسا، ومرة أخرى في تشيكوسلوفاكيا، ثم عن طريق المساعدة في استفزاز الحرب «التفاعلية» ضد بولندا. النشاط السري لهذه المهمة شمله الكود المسمى «عملية هيملر» وجزء من خطة هتلر لتبرير شن هجوم على بولندا، قبل هجوم ألمانيا على بولندا في 1 سبتمبر 1939, أطلق النظام الألماني حملة إعلامية عدوانية ليحصل على التأييد من قبل الشعب لحرب كان قد رغب فيها القليل من الألمان. لتقديم هذا الغزو كعملية مبررة للدفاع عن النفس، وكعملية أخلاقية، نشرت الصحافة الألمانية «الأعمال الوحشية البولندية» تظهر بواسطتها التمييز الحقيقي أو المزعوم والعنف الجسدي ضد الألمان المقيمين في بولندا. وتأسفت الصحافة على «إثارة الحرب» و«الشوفينية»، كما هاجمت الصحافة الحكومة البريطانية لأنها قامت بتشجيع الحرب واعدة أن تدافع عن بولندا في حالة الغزو الألماني.
شملت الدسائس شن هجوم بولندي ضد "الألمان الأبرياء" في محطة إذاعية ألمانية في غليفيتسه.  أخذ الأس دي سجناء معسكرات الاعتقال المحكوم عليهم بالموت، وتزويدهم بزي الجيش البولندي الذي اكتسبه هاينز جوست من الأدميرال فيلهلم كاناريس ' أبفير (المخابرات العسكرية).  لقيادة هذه المهمة تم اختيار الفريد نوجوكس المخضرم على يد هايدرش شخصيا، الذي أبلغ لاحقا خلال دعوى جنائية للحرب أنه أحضر ألماني ناطق باللغة البولندية حتى يتمكن من بث رسالة باللغة البولندية من محطة الإذاعة الألمانية "تحت الحصار". "لقد حان الوقت لمواجهة شاملة بين الألمان والبولنديين. لإضافة دليل موثق على هذا الهجوم، وضع عملاء الأس دي جثث السجناء مرتديين زي الجيش ابولندي (قتلو عن طريق الحقنة القاتلة، ثم أطللق عليهم النار) حول محطة الإذاعة الألمانية ونقل أعضاء الصحافة إلى موقع الحادث.  على الفور في أعقاب الأحداث التي نُظمت في 1 سبتمبر 1939، أعلن هتلر من الرايخستاغ في خطاب إذاعي شهير أن الجنود الألمان كانوا "يردون"على إطلاق النار منذ الساعة 5:45 صباحًا، حيث أشعلوا الحرب العالمية الثانية في أوروبا بهذه الحركة. 

## المهام والهيكل العام
تم تكليف الأس دي بإكتشاف الأعداء الفعليين أو المحتملين للقيادة النازية وتحييد هذه المعارضة، سواء كانت داخلية أو خارجية. لإنجاز هذه المهمة، أنشأ الأس دي شبكة من العملاء والمخبرين في جميع أنحاء الرايخ وفي جميع أنحاء الأراضي المحتلة لاحقا.  تألفت الشبكة من بضع مئات من العاملين بدوام كامل وعدة آلاف من المخبرين. كتب المؤرخ جورج سي. برودر أن أفواج الأس دي كانت مماثلة لأفواج الأس أس، حيث: 
 غطت مناطق الأس دي (Bezirke) عدة دوائر للحزب (كريس) أو منطقة بأكملها (جاو). تحت هذا المستوى تم تطوير المناطق الفرعية أس دي (Unterbezirke) ببطء. كانوا في الأصل لتغطية دائرة واحدة، وليتكونوا من أجنحة (Revier)، ولكن لم تنشأ مثل هذه الشبكة الطموحة. في النهاية، اكتسبت المناطق الفرعية التابعة للأس دي اسمًا بسيطًا لـ «البؤر الاستيطانية» (Aussenstellen) كأدنى مكتب في الهيكل الميداني.  
 كانت الأس دي في الأساس وكالة لجمع المعلومات، في حين أن البوليس السري كان الوكالة التنفيذية لنظام الشرطة السياسية. لقد تم دمج الأس دي والبوليس السري من خلال أعضاء الأس أس الذين يشغلون مناصب مزدوجة في كل فرع. ومع ذلك، كان هناك بعض التداخل والتعارض في الاختصاص القضائي بين الأس دي والبوليس السري.  بالإضافة إلى ذلك، حافظت الشرطة الجنائية على مستوى من الاستقلال لأن هيكلها كان راسخًا. 
كجزء لا يتجزأ من عمليات الاستخبارات، تتبعت الاس دي بعناية وجهات النظر الأجنبية والناقدون للسياسات النازية، والرقابة عند الضرورة وبالمثل نشر الرسوم الكاريكاتورية السياسية المعادية في مجلة الأس أس الأسبوعية، داس شوارز كوربس.  كانت المهمة الإضافية الموكلة إلى الأس دي والغستابو هي الحفاظ على معنويات السكان الألمان عمومًا،  مما يعني أنهم كانوا مكلفين بـ«الإشراف الدقيق على الصحة السياسية للعرق الألماني» وعندما كانت تظهر علامات «المرض والجراثيم»، كانت مهمتهم تقتضي «إزالتها بكل الوسائل المناسبة».  إعداد تقارير منتظمة - تتراوح ما بين استطلاعات الرأي والنشرات الصحفية ونشرات المعلومات. تمت مراقبتها ومراجعتها من قبل رئيس Inland-SD، وأوتو أوليندورف (المسؤول عن الاستخبارات والأمن داخل ألمانيا) وأستاذ هايدلبرغ السابق وعضو الأس دي راينهارد هون، وكلها مصممة للتحكم في «مجال الحياة» أو Lebensgebiet لسكان الألمان.  ثم تم توزيع المعلومات التي تم جمعها من قبل الأس دي من خلال تقارير سياسية داخلية سرية بعنوان Meldungen aus dem Reich (تقارير من الرايخ) إلى المستويات العليا للحزب النازي، مما مكن نظام هتلر من تقييم المعنويات العامة وموقف الشعب الألماني لذلك يمكن التلاعب بها في الوقت المناسب من قبل آلة الدعاية النازية.  عندما تم إقرار قوانين نورمبرغ في عام 1935، ذكرت الأس دي أن الإجراءات ضد اليهود لقيت قبولا من قبل الشعب الألماني. 
في عام 1936، تم تقسيم الشرطة إلى شرطة النظام (أوربو أو Order Order) وشرطة الأمن (سيبو).  تتكون أوربو بشكل أساسي من الشرطة الوقائية (الشرطة الحضرية)، والدرك (الشرطة الريفية) وشرطة الحماية البلدية (الشرطة البلدية). تتكون سيبو من كريبو والغيستابو. أصبح هايدريش رئيسًا لسيبو واستمر في منصب رئيس الأس دي. 
أدى التصعيد المستمر للسياسات المعادية للسامية في ربيع عام 1937 من الأس دي المعنية بالشؤون اليهودية - التي يديرها أعضاء مثل أدولف أيخمان وهيربرت هاجن وتيودور دانيكر - إلى إزالة (Entfernung) لليهود من ألمانيا في نهاية المطاف.  كانت مهمة ادولف ايخمان الأصلية بصفته نائبًا لقسم الشؤون اليهودية في الأس دي، في البداية إزالة أي شكل من أشكال «التأثير اليهودي من كل مجالات الحياة العامة» والتي شملت تشجيع الهجرة اليهودية بالجملة. زادت البيروقراطية الرسمية بسرعة كبيرة مع تشكيل مكاتب متخصصة عديدة، مما ساعد على الاضطهاد العام لليهود. 
نظرًا لحقيقة أن الغيستابو والأس دي لهما واجبات متوازية، حاول هايدرش تقليل أي لبس أو نزاعات إقليمية ذات صلة من خلال مرسوم صدر في 1 يوليو 1937، يحدد بوضوح مجال مسؤولية الاس دي على أنها تلك التي تتعامل مع "التعليم (Wissenschaft)، الفن، الحزب والدولة والدستور والإدارة والأراضي الأجنبية والماسونية والجمعيات "في حين أن" سلطة الغيستابو كانت الماركسية والخيانة والمغتربين".  بالإضافة إلى ذلك، كانت الأس دي مسؤولاة عن الأمور المتعلقة بـ"الكنائس والطوائف، والسلم، واليهود، والحركات اليمينية"، وكذلك "الاقتصاد، والصحافة"، ولكن تم توجيه التعليمات إلى الأس دي لتجنب كل ما يتعلق بالمسائل التي لمست "السلطات التنفيذية لشرطة الولاية" (staatspolizeiliche Vollzugsmaßnahmen) لأن هذه كانت تابعة للغيستابو. " 
في عام 1938، أصبحت الأس دي هو منظمة الاستخبارات للدولة وكذلك للحزب،  لدعم الغيستابو والعمل مع الإدارة العامة والداخلية. على هذا النحو، دخلت الأس دي في منافسة شرسة مع المخابرات العسكرية الألمانية، أبقير، برئاسة الأدميرال كاناريس. تنبع المنافسة من هيدريش وهملر في نية لاستيعاب أبفير ونظر الأدميرال كاناريس للأس دي باعتبارها مجموعة من الهواة المغرورين. رفض كناريس التخلي عن الحكم الذاتي الذي مُنح جهاز المخابرات العسكرية التابع له. كانت هناك مشاكل إضافية أيضًا، مثل الإعفاء العرقي لأعضاء أبفير من عملية الفرز النازية للعرق الأري، ثم كانت هناك منافسة على الموارد التي حدثت خلال فترة وجود الرايخ الثالث. 
في 27 سبتمبر 1939، أصبحت سيبو جزءًا من مكتب الأمن الرئيسي للرايخ تحت قيادة هايدريش.  أصبحت الأقسام التشغيلية في الأس دي (قسم) Amt III والمخابرات الأجنبية، Amt VI؛ أصبح الغيستابو Amt IV وكريبو Amt V. تم تسمية أوتو أولندورف رئيس Amt III SD-Inland (داخل ألمانيا)؛ عين هينريش مولر رئيسًا لـ Amt IV، الغيستابو؛ تم تعيين آرثر نيبي رئيسًا لـ Amt V، كريبو؛ وأصبح والتر شلينبرج رئيسًا Amt VI ، الأس دي-Ausland (خارج ألمانيا). في عام 1944، تم دمج أجزاء من أبفير في Amt VI.  

## علاقة الأس دي إلى أينزاتسغروبن
كانت الأس دي هي الوكالة الرئيسية التي خضع بموجبها Einsatzgruppen der Sicherheitspolizei und des SD، المعروف أيضًا باسم أينزاتسغروبن؛ كان هذا أحد الأسباب الرئيسية لإدانة جرائم الحرب في وقت لاحق ضد المنظمة من قبل الحلفاء.  تم توثيق الجزء الذي تورطت به أينزاتسغروبن في الهولوكوست جيدًا. كانت وحدات القتل المتنقلة الخاصة بها نشطة في تنفيذ الحل النهائي في المناطق التي اجتاحتها آلة الحرب النازية.  عملت فروع الأس دي هذه بشكل وثيق مع الفيرماخت في اضطهاد اليهود والشيوعيين والحزبيين وغيرهم من الجماعات أيضًا.  بدءًا من غزو بولندا طوال الحملة في الشرق، قتلت أينزاتسغروبن بلا رحمة أي شخص يُشتبه في أنه معارض للنظام، سواء كان حقيقيًا أو متخيلًا.  تم تجنيد رجال أينزاتسغروبن من الأس دي، الغيستابو، كريبو، أوربو، وفافن-إس إس. 

 في 31 يوليو 1941، أعطى غورينغ تصريحًا مكتوبًا إلى رئيس الأس دي هايدريش لضمان بذل جهد تعاوني على مستوى الحكومة في تنفيذ الحل الأخير (الحل النهائي للقضية اليهودية) في المناطق الخاضعة للسيطرة الألمانية.  أشارت مذكرة من مقر الأس دي إلى أن الاس دي كانت مكلفة بمرافقة الغزوات العسكرية والمساعدة في جهود التهدئة. ذكرت المذكرة صراحة: 
 سوف تقوم الأس دي، قدر الإمكان، خلف القوات مباشرة أثناء انتقالها، وكما هو الحال في الرايخ، ستتولى مسؤولية ضمان الأمن في الحياة السياسية. داخل الرايخ، التدابير الأمنية هي مسؤولية الغيستابو بالتعاون مع الأس دي. في الأراضي المحتلة، ستكون الإجراءات تحت إشراف قائد بارز في قوات الدفاع الذاتي.  
 في المقابل، تبعت وحدات تابعة للأس دي، بما في ذلك أينزاتسغروبنالقوات الألمانية في النمسا والسويدت وبوهيميا ومورافيا وبولندا وليتوانيا وكذلك روسيا.   نظرًا لأن مهمتهم تضمنت التعاون مع القيادة العسكرية والعكس بالعكس، فإن قمع المعارضة في الأراضي المحتلة كان مشروعًا مشتركًا.   كانت هناك خلافات إقليمية وخلاف حول كيفية تنفيذ بعض هذه السياسات.  ومع ذلك، بحلول يونيو 1941، كانت قوات المهام الخاصة وقوات الأمن الخاصة تطلق النار بشكل منهجي على الرجال اليهود في سن الخدمة العسكرية، والتي سرعان ما تحولت إلى «قتل» المسنين والنساء والأطفال في المناطق المحتلة. 
في 20 يناير 1942، ترأس هايدريش اجتماعًا يسمى الآن مؤتمر وانسي لمناقشة تنفيذ الخطة.  منشأ معتقلات مثل خيلمنو ومايدانيك وسوبيبور وتريبلينكا وأوشفيتز لها أصولها في عمليات التخطيط التي قام بها هايدريش.  بقي هايدريش قائد شرطة الأمن (سيبو) والأس دي (من خلال مكتب الأمن الرئيسي للرايخ) حتى اغتياله في عام 1942، وبعد ذلك تم تعيين إرنست كالتنبرونر قائدًا لهيملر في 30 يناير 1943، وظل هناك حتى نهاية الحرب.  تم إعلان الأس دي كمنظمة إجرامية بعد الحرب وحوكم أعضاؤها كمجرمي حرب في نورمبرج.  مهما كان الغرض الأصلي من هذه الاتفاقية، تم إنشاء الأس دي والأس أس في نهاية المطاف لتحديد واستئصال الأعداء الداخليين للدولة، فضلاً عن تهدئة وإخضاع واستغلال الأراضي والشعوب المهزومة. 

## التنظيم
أصبحت الخدمة الأمنية SS، المعروفة باسم SS SD-Amt، المنظمة الأمنية الرسمية للحزب النازي في عام 1934. تتألف في البداية من الوكلاء المدفوعين ومئات المخبرين غير المدفوعين المنتشرين في جميع أنحاء ألمانيا، تم تنظيم الأس دي بسرعة واحترافية تحت قيادة هايدريش، الذي كلف الأكاديميين والمحامين الاشتراكيين الوطنيين بضمان أن قوات الأمن الخاصة وجهاز الأمن الخاص بها يعمل «ضمن إطار الأيديولوجية الاشتراكية الوطنية».  أعطيت هايدريش القدرة على اختيار الرجال لخدمة الأمن من بين أي أقسام فرعية للأس أس حيث يعتبر هيملر تنظيم الأس دي مهم.  في سبتمبر 1939، تم تقسيم الأس دي إلى قسمين، الداخلية (الأس دي الداخلية) والخارجية (الأس دي- الخارجية)، ووضعوا تحت سلطة مكتب الأمن الرئيسي في الرايخ (RSHA). 

### أس دي-الداخلية
كانت دائرة الأمن الداخلي (Inland-SD)، المسؤولة عن الاستخبارات والأمن داخل ألمانيا، تُعرف سابقًا باسم الدائرة الثانية، ولاحقًا، عندما تم وضعها في مكتب الأمن الرئيسي في الرايخ، باسم الدائرة الثالثة. كان يرأسها في الأصل هيرمان بهرندز ومن سبتمبر 1939 من قبل أوتو أولندورف.   في هذه المنظمة بدأ أدولف أيشمان في إعداد تفاصيل الحل النهائي للقضية اليهودية.  قسم القسم الثالث إلى الأقسام التالية:
- القسم أ (الهياكل القانونية والقانونية)
- القسم ب (الإثنية والأمور العرقية)
- القسم ج (المسائل الثقافية والدينية)
- القسم د (الصناعة والتجارة)
- القسم هـ (الجمعية العليا) [11]

### أس دي-الخارجية
كانت دائرة الأمن الخارجي (Ausland-SD)، المسؤولة عن أنشطة الاستخبارات خارج حدود ألمانيا، تُعرف سابقًا باسم الدائرة الثالثة وما بعدها، بعد سبتمبر 1939، باسم الدائرة السادسة لمكتب الأمن الرئيسي في الرايخ.  كان يقودها هايدريش اسميا، ولكن يديرها رئيس أركانه هاينز جوست.  في مارس 1942، تم إقالة جوست وحل محله والتر شيلينبرج، نائب هيدريش. بعد مؤامرة 20 يوليو عام 1944، تولت الإدارة السادسة مهام جهاز الاستخبارات العسكرية (أبفير). تم تقسيم القسم السادس إلى الأقسام التالية:
- القسم أ (التنظيم والإدارة)
- القسم ب (التجسس في الغرب)
- القسم جيم (التجسس في الاتحاد السوفيتي واليابان)
- القسم د (التجسس في المجال الأمريكي)
- القسم هـ (التجسس في أوروبا الشرقية)
- القسم واو (المسائل الفنية) [11]

### العضوية
نظرًا لطبيعة العمليات الاستخباراتية الموكلة إلى الاس دي، كان هناك ترسيم واضح بين الأعضاء الكاملين (Mitglieder) من الاس دي وأولئك الذين كانوا يعتبرون "شركاء" (Mitarbeiter) مع مجموعة فرعية أخرى لموظفي الدعم الكتابي (typists، كتبة الملفات، وما إلى ذلك) الذين تم الإشارة إليهم على أنهم V (Vertrauensleute).  جميع موظفي الأس دي، سواء كانوا زملاء أو أعضاء كاملين أن يقسموا قسمًا سريا. كانت الغالبية العظمى من أعضاء الأس دي في وقت مبكر من الشباب نسبيا، ولكن الضباط كانوا عادة أكبر سنا بالمقارنة؛ ومع ذلك، كان متوسط عمر عضو الأس دي أكبر بسنتين تقريبًا من متوسط عضو الحزب النازي.  يشبه إلى حد كبير الثورة النازية بشكل عام، جذبت العضوية في قوات الأمن الخاصة والحزب الديمقراطي الاشتراكي الشباب الأكثر تأثيراً.  معظم أعضاء الأس دي من المتدينين البروتستانت، وقد خدموا في الجيش، وكان لديهم عمومًا قدر كبير من التعليم، يمثلون "النخبة المتعلمة" بالمعنى العام - مع حوالي 14 في المئة منهم حصلوا على شهادات الدكتوراه.  نظر هايدريش إلى الأس دي كقادة روحيين داخل قوات الأمن الخاصة و "كريمة الحزب 

### قوات الأمن
كان الأس دي وسيبو هما المصدران الرئيسيان لضباط قوات الأمن في الأراضي المحتلة. تم وضع الكتائب التي تقودها الأس دي-سيبو عادة تحت قيادة قالقائد الأعلى لقوات الأمن والشرطة، وتقديم التقارير مباشرة إلى مكتب الأمن الرئيسي للرايخ في برلين. حافظت الأس دي أيضًا على وجودها في جميع معسكرات الاعتقال والموظفين المجهزين، حسب الحاجة، لقوات العمل الخاصة مثل أينزاتسغروبن.  في الواقع، كان جميع أعضاء أينزاتسغروبن يرتدون الماس أكمام الأس دي على الزي الرسمي.  
كانت الأس دي-سيبو هي الوكالة الرئيسية، بالاشتراك مع شرطة النظام، المكلفة بالحفاظ على النظام والأمن في الأحياء اليهودية التي أنشأها الألمان في جميع أنحاء أوروبا الشرقية المحتلة.  في 7 ديسمبر 1941، في نفس اليوم الذي قصف فيه اليابانيون المحطة البحرية الأمريكية في بيرل هاربور، تم افتتاح أول معسكر للإبادة في خلمينو بالقرب من لودز من قبل قائد قوات الدفاع الذاتى وسيبو في بوزنان المحتلة (بوسن)، ثم قوات الأمن الخاصة. - Standartenführer إرنست دامزوج. قام دامزوج شخصيًا باختيار الموظفين لمركز القتل ثم أشرف لاحقًا على المخيم، والتي كانت تحت قيادة قوات الأمن الخاصة - هاوبستورمفيرهر هربرت لانج.  على مدار 15 شهرًا تقريبًا، قُتل هناك 150,000 شخص. 

## التسرب
وفقًا لكتاب Piercing the Reich، تم اختراق الأس دي في عام 1944 من قبل مواطن روسي سابق كان يعمل لصالح الأمريكيين. فر والدا العميل من الثورة الروسية، ونشأ في برلين، ثم انتقل إلى باريس. تم تجنيده من قبل ألبرت جوليس من مفرزة الجيش السابع التابعة لمكتب الخدمات الإستراتيجية. تم تسمية المهمة RUPPERT. 
ما مدى اتساع نطاق معرفة الأس دي حول المؤامرات المبكرة لقتل هتلر من قبل الأعضاء الرئيسيين في الجيش، وهو موضوع موضع خلاف حقيقي. وفقًا للمؤرخ البريطاني جون ويلر-بينيت، «نظرًا للتدمير الشامل لأرشيفات الغيستابو، من غير المحتمل أن تكون هذه المعرفة قادمة على الإطلاق. أن السلطات كانت على دراية بـ» الانهزامية «الجادة أمر مؤكد، لكن من المشكوك فيه ما إذا كانوا يشكون في أي شخص بتهمة الخيانة العظمى». 

## الزي الرسمي
تستخدم الأس دي رتب الشوتزشتافل. عندما كانوا يرتدون الزي الرسمي كانوا يرتدون الزي الرسمي الرمادي لفافن إس إس مع شارة الجيش وشرائط كتف شرطة النظام، وشارات رتب الأس أس على الياقة اليسرى. 
- SD diamond. Here with white piping, as used by members of the غيستابو when in uniform (if members of the SS).[58]
- SD men in Poland 1939. From left to right in the rear seats: SS-أونتشتونفوهرر and SS-اوباشافوهرر. The SD men are wearing army shoulder straps, akin to the فافن إس إس.[59]
- M43 field tunic – SD Unterscharführer with SS rank insignia on the collar patch, and police rank insignia (Wachtmeister) on the shoulder straps and SD diamond on lower part of sleeve

### شارة الرتب
| Sicherheitspolizei                                            | رتبة شارة     | Sicherheitsdienst      |
| ------------------------------------------------------------- | ------------- | ---------------------- |
| Kriminalassistent                                             |               | SS-Oberscharführer     |
| Kriminaloberassistent                                         |               | SS-Hauptscharführer    |
| Kriminalsekretär                                              |               | SS-Untersturmführer    |
| Kriminalobersekretär                                          |               | SS-Untersturmführer    |
| Kriminalinspektor                                             |               | SS-Obersturmführer     |
| Kriminalkommissar                                             |               | SS-Obersturmführer     |
| Kriminalkommissar                                             |               | SS-هوبتستثرمفهرر       |
| Kriminalrat                                                   |               | SS-هوبتستثرمفهرر       |
| Kriminalrat                                                   |               | SS-Sturmbannführer     |
| Kriminaldirektor                                              |               | SS-Sturmbannführer     |
| Regierungs- und Kriminalrat                                   |               | SS-Sturmbannführer     |
| Oberregierungs- und Kriminalrat                               |               | SS-Obersturmbannführer |
| Regierungs- und Kriminaldirektor </br> Reichskriminaldirektor |               | SS-Standartenführer    |
| Regierungs- und Kriminaldirektor </br> Reichskriminaldirektor | SS-Oberführer |                        |